# Avui

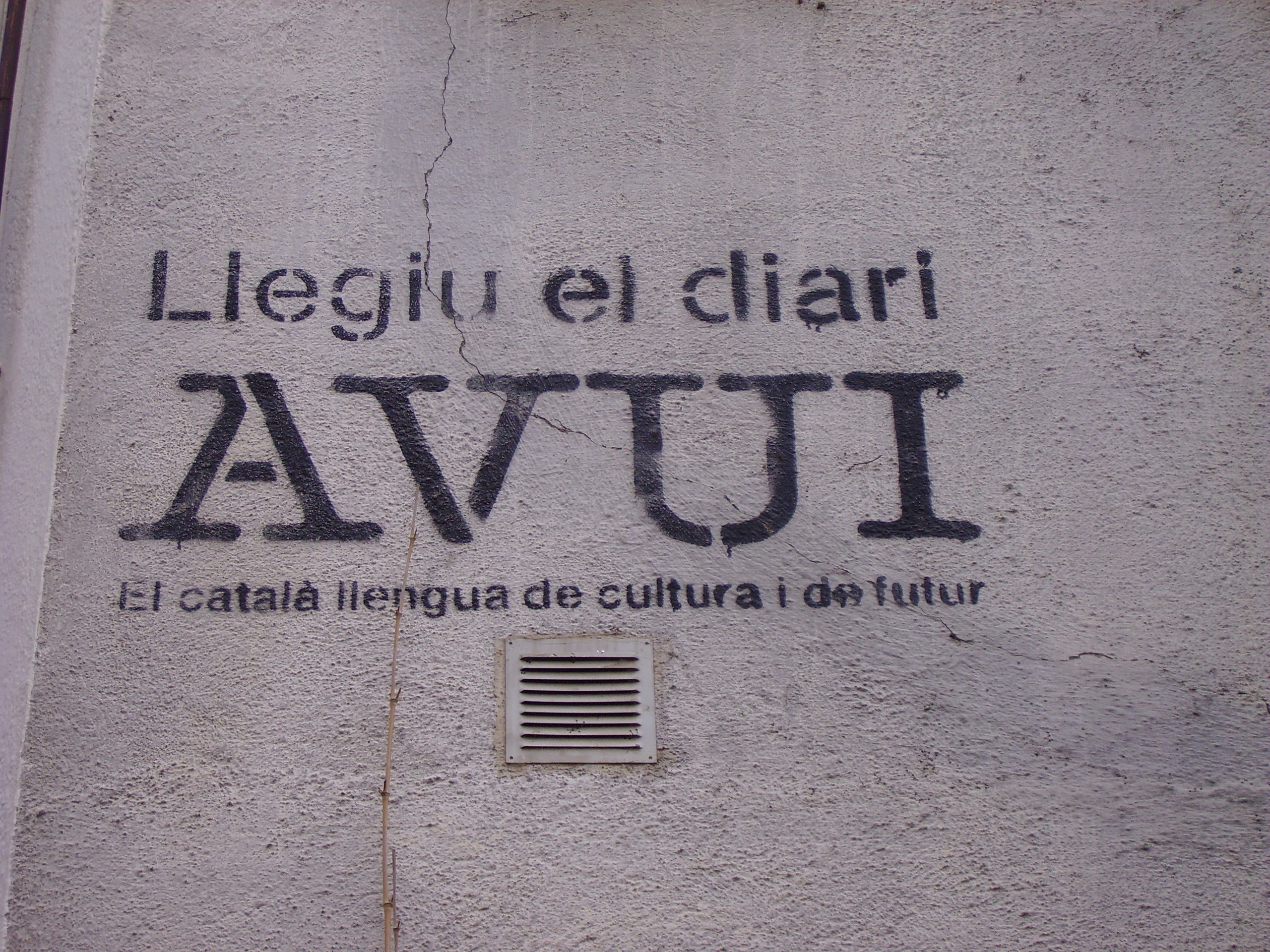
Graffiti de propagande -Llegiu el Diari Avui (« Lisez le Journal Avui »)

Avui  est un journal quotidien payant d'information généraliste, édité à Barcelone et écrit en catalan. « Avui » signifie « aujourd'hui » en catalan. Le journal est créé en 1976, et fusionne en 2011 avec El Punt pour devenir El Punt Avui.

## Histoire
Fondé en 1976, Avui est le premier journal édité en langue catalane après la dictature franquiste. Le premier numéro sort des presses le 23 avril (jour de la Saint Georges, le saint patron de Catalogne) 1976. Il est l'unique journal diffusé exclusivement en catalan avec une diffusion dans toutes les régions catalanes. Il est rejoint en 1986 par le journal Diari de Barcelona.
À partir du 1er avril 1995, Avui est le premier journal électronique espagnol à publier une version digitale. Le site (avui.scsinet.upc.es) est hébergé par l'Université polytechnique de Catalogne. Il propose une version ascii ou Pdf.
La diffusion est en baisse depuis 1994. Avui est devancé par les deux grands journaux autonomistes : La Vanguardia et El Periódico de Catalunya, le journal de diffusion nationale El País, et El Punt. Avui se trouve menacé à diverses reprises en raison de difficultés économiques. Les administrations publiques, tout particulièrement la Généralité de Catalogne, apportent pourtant d'importantes aides financières (souscriptions, subventions, etc.) pour soutenir le journal. Au niveau du marché intérieur catalan, l'audience de Avui souffre de la concurrence d'autres médias comme El Periódico de Catalunya, qui depuis 1998, maintient une édition bilingue, ou, plus récemment, de El Punt. En 2004, l'entreprise éditrice Premsa Catalana se met en cessation de paiements. La Généralité, principal créancier de l'entreprise, décide alors d'acquérir 20 % des actions du journal.
En novembre 2009, Avui est racheté par El Punt, et les deux journaux fusionnent en juillet 2011 sous le nouveau nom de El Punt Avui. L'éditeur actuel est la Corporació Catalana de Comunicació.

## Ligne éditoriale

### Nationalisme catalan
Son lancement en 1976 s'inscrit dans la campagne post-franquiste dite de "Recicltage" qui mène au rétablissement en 1977 de la Généralité. Depuis son lancement, sa ligne éditoriale est proche des secteurs nationalistes catalans et joue un rôle prépondérant dans certaines campagnes : création d'un domaine .cat sur internet, revendication de sélections sportives nationales catalanes, immersion linguistique à tous les niveaux de l'enseignement, projet de nouveau statut d'autonomie de la Catalogne en 2005, etc.[réf. nécessaire]
En 1981-1982, Avui collabore avec le Département de l'Éducation catalan pour diffuser La Premsa a l'Escola dans les écoles de la région. Durant la campagne de 1983-1984 en faveur de l'application de la loi pour la normalisation linguistique (Campanya de Divulgació de la Llei de Normalització Lingüística), le journal Avui publie plusieurs passages du texte de loi pour en faire sa promotion.
En 1996, Avui publie dans ses pages une carte des pays catalans et omet de tracer la frontière entre l'Espagne et la France, une erreur qui pousse le préfet français  Bernard Bonnet à interdire à toutes les mairies des Pyrénées l'usage du catalan.
En 1997, le journal publie une recherche affirmant que 41% des jeunes Barcelonais reconnaissent le catalan comme leur langue maternelle.

### Relais des attentats
Le 19 juin 1987, lors de l'attentat de l'Hipercor à Barcelone où 200 kilos d'explosifs détruisent un supermarché en pleine affluence, les auteurs de l'explosion contactent d'abord le journal Avui avec le message suivant : « Je suis le porte-parole du commando militaire de Barcelone de l'ETA. Entre trois heures trente et quatre heures, il y aura une explosion dans l'entrepôt de l'Hipercor de via Meridiana. Nous avons prévenu la police et la direction de l'entrepôt. Vive Euskadi! »
En juillet 1996, 5 minutes avant l'explosion terroriste à l'aéroport de Reus par l'ETA qui fait 33 blessés (et 2 autres bombes qui ont explosé peu de temps après dans des hôtels de Cambrils et de Salou), les auteurs de l'attentat contactent Avui pour prévenir la direction de son acte imminent

## Diffusion
Selon les données de la Oficina de Justificación de la Difusión, le journal Avui a maintenu dans sa dernière période un tirage quotidien d'environ 40 000 exemplaires, et une moyenne de diffusion de plus de 26 000 (période de juin 2004 - juin 2005).